# Regina (zespół muzyczny)
Regina – bośniacki zespół rockowy założony w 1990 w Sarajewie.
Początkowo byli zespołem garażowym. Długo nie mogli znaleźć wokalisty. Po długich poszukiwaniach został nim Davor Ebner. Stali się bardzo popularni w całej Jugosławii. Opierali się na piosenkach U2. Od 2000 członkowie zespołu Aco & Davor zaczęli pracować nad swoimi solowymi karierami, lecz bez większych sukcesów. W 2006 zespół odrodził się i gra nadal.
W roku 2009 wzięli udział w Konkursie Piosenki Eurowizji, gdzie wystąpili z piosenką Bistra voda. W finale otrzymali 106 punktów i uplasowali się na 9. pozycji.
16 sierpnia 2016 zmarł 49. letni basista zespołu – Denis Denis Čabrić. Przyczyną zgonu był zawał serca.

## Dyskografia
- Regina (1990)
- Ljubav nije za nas (1991)
- Regina (1992)
- Jedino ono što imam da dam (1993)
- Godine lete (1995)
- Pogledaj u nebo (1995)
- Ja nisam kao drugi (1996)
- Kad zatvorim oči (1999
- Deset (2000)
- Sve mogu ja (2006)
- Vrijeme je (2009)
- Kad poludimo (2012)
- U srcu (2017)

Kompilacje:
- Oteto od zaborava (1994)
- Devedesete (1996)
- Greatest Hits Collection (2017)